# 京成建設
京成建設株式会社（けいせいけんせつ）は、千葉県船橋市に本社を置く京成グループの建設会社。
京成電鉄の駅舎の多くは京成建設、または京成建設を含む共同企業体 (JV) により造られた。また、京成電鉄の工事関係のJVには、原則として京成建設が参加する。京成グループの多くの建物を手がけるが、グループ外の工事や公共工事も多数受注する。
会社組織としては大きく分けて、営業本部、土木本部、建築本部の3本部、および経営戦略部、総務部、安全統括部、調達部、内部監査部と合わせて8部門からなる。
ISO 9001・ISO 14001を取得済み。